# Напівмарафон
Напівмарафон (півмарафон) — шосейна бігова легкоатлетична дисципліна на дистанції довжиною вдвічі коротшою ніж марафонська — 21 097,5 метрів.
Напівмарафонський біг не входить до легкоатлетичної програми Олімпійських ігор, проте Світова легка атлетика раз на два роки проводить окремі чемпіонати світу на цій дистанції.
Світова легка атлетика також визначає світові рекорди в цій дисципліні. Для жінок існує два різновиди рекордів залежно від типу напівмарафонського забігу — суто жіночого (в якому беруть участь тільки жінки), або також змішаного (в якому жінки беруть участь разом з чоловіками).
Популярність напівмарафонської дистанції у світовому любительському біговому русі невпинно зростає з 1980-х років.
Півмарафонські забіги можуть проводитися паралельно з марафонським в межах традиційних міських марафонів, а також і як самостійні змагання.

## Рекорди
| Чоловіки          | Чоловіки                     | Чоловіки                | Чоловіки      | Рекорд     | Жінки              | Жінки                            | Жінки      | Жінки      |
| Результат         | Атлет                        | Дата                    | Місто         | Рекорд     | Результат          | Атлетка                          | Дата       | Місто      |
| ----------------- | ---------------------------- | ----------------------- | ------------- | ---------- | ------------------ | -------------------------------- | ---------- | ---------- |
| 56.42             | Джейкоб Кіплімо Уганда       | 16.02.2025              | Барселона     | Світу      | 1:02.52 (змішаний) | Летесенбет Гідей Ефіопія         | 24.10.2021 | Валенсія   |
| 1:05.16 (жіночий) | Джейкоб Кіплімо Уганда       | Перес Джепчірчір Кенія  | Барселона     | 17.10.2020 | Гдиня              |                                  |            |            |
| 59.13             | Жульєн Вандерс Швейцарія     | 08.02.2019              | Рас-ель-Хайма | Європи     | 1:05.15 (змішаний) | Сіфан Гассан Нідерланди          | 16.09.2018 | Копенгаген |
| 1:05.18 (жіночий) | Жульєн Вандерс Швейцарія     | Мелат Кеджета Німеччина | Рас-ель-Хайма | 17.10.2020 | Гдиня              |                                  |            |            |
| 1:00.40           | Богдан-Іван Городиський Київ | 17.10.2020              | Гдиня         | України    | 1:09.34 (змішаний) | Олена В'язова Харківська область | 29.09.1996 | Реміх      |
| 1:10.32 (жіночий) | Богдан-Іван Городиський Київ | Євгенія Прокоф'єва Київ | Гдиня         | 17.10.2020 | Гдиня              |                                  |            |            |

## Призери чемпіонатів світу

### Індивідуальна першість

#### Чоловіки
| Чемпіонат | Золото                      | Срібло                     | Бронза                      |
| --------- | --------------------------- | -------------------------- | --------------------------- |
| 1992      | Бенсон Мася Кенія           | Антоніо Сіліо Аргентина    | Боай Аконай Танзанія        |
| 1993      | Венсан Руссо Бельгія        | Стів Монегетті Австралія   | Карл Текері Велика Британія |
| 1994      | Халід Сках Марокко          | Херман Сільва Мексика      | Роналду да Коста Бразилія   |
| 1995      | Мозес Тануї Кенія           | Пол Єго Кенія              | Чарльз Тангус Кенія         |
| 1996      | Стефано Бальдіні Італія     | Джосфат Кіпроно Кенія      | Тенлай Чімусаса Зімбабве    |
| 1997      | Шем Корорія Кенія           | Мозес Тануї Кенія          | Кеннет Черуйот Кенія        |
| 1998      | Пол Коеч Кенія              | Хендрік Рамаала ПАР        | Халід Сках Марокко          |
| 1999      | Пол Тергат Кенія            | Хендрік Рамаала ПАР        | Тесфає Джіфар Ефіопія       |
| 2000      | Пол Тергат Кенія            | Фаустін Баха Танзанія      | Тесфає Джіфар Ефіопія       |
| 2001      | Хайле Гебрселассіє Ефіопія  | Тесфає Джіфар Ефіопія      | Джон Мсурі Танзанія         |
| 2002      | Пол Косгей Кенія            | Джауад Гаріб Марокко       | Джон Мсурі Танзанія         |
| 2003      | Мартін Лель Кенія           | Фабіано Джозеф Танзанія    | Мартін Сулле Танзанія       |
| 2004      | Пол Кіруї Кенія             | Фабіано Джозеф Танзанія    | Ахмад Абдулла Катар         |
| 2005      | Фабіано Джозеф Танзанія     | Мубарак Шамі Катар         | Йонас Кіфле Еритрея         |
| 2006      | Зерсенай Тадесе Еритрея     | Роберт Кіпчумба Кенія      | Вілсон Кебеней Кенія        |
| 2007      | Зерсенай Тадесе Еритрея     | Патрік Макау Кенія         | Еванс Черуйот Кенія         |
| 2008      | Зерсенай Тадесе Еритрея     | Патрік Макау Кенія         | Ахмад Абдулла Катар         |
| 2009      | Зерсенай Тадесе Еритрея     | Бернард Кіп'єго Кенія      | Датан Рітценгайм США        |
| 2010      | Вілсон Кіпроп Кенія         | Зерсенай Тадесе Еритрея    | Семмі Кітвара Кенія         |
| 2012      | Зерсенай Тадесе Еритрея     | Дересса Чімса Ефіопія      | Джон Мвангангі Кенія        |
| 2014      | Джеффрі Камворор Кенія      | Самуель Цегай Еритрея      | Гує Адола Ефіопія           |
| 2016      | Джеффрі Камворор Кенія      | Бедан Карокі Кенія         | Мо Фара Велика Британія     |
| 2018      | Джеффрі Камворор Кенія      | Абрахам Черобен Бахрейн    | Арон Кіфле Еритрея          |
| 2020      | Джейкоб Кіплімо Уганда      | Кібівотт Канді Кенія       | Амедеворк Валелень Ефіопія  |
| 2023      | Сабастьян Кімару Саве Кенія | Денієл Сіміу Ебеньйо Кенія | Самвел Ньямаї Майлу Кенія   |

#### Жінки
| Чемпіонат | Золото                        | Срібло                        | Бронза                        |
| --------- | ----------------------------- | ----------------------------- | ----------------------------- |
| 1992      | Ліз Макколган Велика Британія | Фудзівара Мегумі Японія       | Розанна Мунеротто Італія      |
| 1993      | Консейсан Феррейра Португалія | Танігава Марі Японія          | Тегла Лорупе Кенія            |
| 1994      | Елана Меєр ПАР                | Юлія Негуре Румунія           | Ануца Кетуне Румунія          |
| 1995      | Валентина Єгорова Росія       | Крістьяна Помаку Румунія      | Ануца Кетуне Румунія          |
| 1996      | Жень Сюцзюань КНР             | Лідія Шимон Румунія           | Ауріка Буя Румунія            |
| 1997      | Тегла Лорупе Кенія            | Крістіна Помаку Румунія       | Лідія Шимон Румунія           |
| 1998      | Тегла Лорупе Кенія            | Елана Меєр ПАР                | Лідія Шимон Румунія           |
| 1999      | Тегла Лорупе Кенія            | Ногуті Мідзукі Японія         | Кетрін Ндереба Кенія          |
| 2000      | Пола Редкліфф Велика Британія | Сюзан Чепкемеї Кенія          | Лідія Шимон Румунія           |
| 2001      | Пола Редкліфф Велика Британія | Сюзан Чепкемеї Кенія          | Берхане Адере Ефіопія         |
| 2002      | Берхане Адере Ефіопія         | Сюзан Чепкемеї Кенія          | Єльена Прокопчука Латвія      |
| 2003      | Пола Редкліфф Велика Британія | Берхане Адере Ефіопія         | Беніта Джонсон Австралія      |
| 2004      | Сунь Іньцзе КНР               | Лідія Черомей Кенія           | Константіна Томеску Румунія   |
| 2005      | Константіна Томеску Румунія   | Лорна Кіплагат Нідерланди     | Сюзан Чепкемеї Кенія          |
| 2006      | Лорна Кіплагат Нідерланди     | Константіна Томеску Румунія   | Ріта Джепту Кенія             |
| 2007      | Лорна Кіплагат Нідерланди     | Мері Джепкосгей Кейтані Кенія | Памела Чепчумба Кенія         |
| 2008      | Лорна Кіплагат Нідерланди     | Асселефеч Мергіа Ефіопія      | Памела Чепчумба Кенія         |
| 2009      | Мері Джепкосгей Кейтані Кенія | Файлс Онгорі Кенія            | Аберу Кебеде Ефіопія          |
| 2010      | Флоренс Кіплагат Кенія        | Діре Туне Ефіопія             | Пеніна Арусей Кенія           |
| 2012      | Месерет Хайлу Ефіопія         | Фейсе Тедесе Ефіопія          | Пасалія Кіпкоеч Кенія         |
| 2014      | Гледіс Чероно Кенія           | Мері Вакера Кенія             | Селлі Чеп'єго Кенія           |
| 2016      | Перес Джепчірчір Кенія        | Сінтія Лімо Кенія             | Мері Вакера Кенія             |
| 2018      | Нецанет Гудета Ефіопія        | Джойсілін Джепкосгей Кенія    | Полін Камулу Кенія            |
| 2020      | Перес Джепчірчір Кенія        | Мелат Кеджета Німеччина       | Ялемзерф Єгуалев Ефіопія      |
| 2023      | Перес Джепчірчір Кенія        | Маргарет Кіпкембої Кенія      | Кетрін Релін Амананголе Кенія |

### Командна першість

#### Чоловіки
| Чемпіонат | Золото                                                                             | Срібло                                                                                      | Бронза                                                                              |
| --------- | ---------------------------------------------------------------------------------- | ------------------------------------------------------------------------------------------- | ----------------------------------------------------------------------------------- |
| 1992      | Кенія Бенсон Мася Ламек Агута Джозеф Кейно Космас Ндеті Джеймс Каріукі             | Велика Британія Девід Льюїс Пол Еванс Карл Такері Марк Флінт Стів Брейс                     | Бразилія Артур Кастру Роналду да Коста Делмір дус Сантус Евалдо Соуза               |
| 1993      | Кенія Ламек Агута Томас Осано Джозеф Черомей Заблон Міано                          | Австралія Стів Монегетті Джон Ендрюс Пет Керролл Родні Хіггінс                              | Велика Британія Карл Такері Марк Флінт Девід Льюїс Мартін Джонс Стів Джонс          |
| 1994      | Кенія Годфрі Кіпротіч Шем Корорія Ендрю Масаї Мозес Тануї Пол Тергат               | Мексика Херман Сільва Мартін Пітайо Бенхамін Парадес Хосе Ріко Хорхе Маркес                 | Марокко Халід Сках Салех Гіссу Абделькадер ель Муазіз Хамід Ессебані                |
| 1995      | Кенія Мозес Тануї Пол Єго Чарльз Тангус Годфрі Муріукі Джуліус Руто                | Іспанія Антоніо Серрано Бартоломе Серрано Пабло Сьєрра Фабіан Ронсеро Хуан Антоніо Креспо   | Італія Вінченцо Модіка Даніло Гоффі Джакомо Леоне Лука Бардзагі Андреа Арлаті       |
| 1996      | Італія Стефано Бальдіні Джакомо Леоне Вінченцо Модіка Даріо Фегателлі Мікеле Гамба | Іспанія Карлос де ла Торре Алехандро Гомес Хосе Мануель Гарсія Хосе Мануель Мартінес        | Японія Хаята Тосіюкі Ібата Масатосі Ханада Кацухіко Одзіма Мунеюкі Одзіма Тадаюкі   |
| 1997      | Кенія Шем Корорія Мозес Тануї Кеннет Черуйот Лабан Кіпкембої Джошуа Челанга        | ПАР Хендрік Рамаала Герт Тіс Махосонке Фіка                                                 | Ефіопія Абрахам Ассефа Алемаєху Лемма Тесфає Тола Алене Емере Алемаєху Гірма        |
| 1998      | ПАР Хендрік Рамаала Герт Тіс Абнер Чіпу Максвелл Зунга Езаель Тлобо                | Кенія Пол Коеч Шем Корорія Джон Гвако Джозеф Кібор Джозеф Кімані                            | Ефіопія Ібрагім Сейд Алемаєху Гірма Аддіс Абебе Алене Емере Кебеде Текесте          |
| 1999      | ПАР Хендрік Рамаала Абнер Чіпу Млулекі Нобанда Герт Тіс Шадрак Гофф                | Ефіопія Тесфає Джифар Тесфає Тола Фекаду Дегефу Гебремедхін Гебремаріам Арая Берхане        | Кенія Пол Тергат Лабан Кіпкембої Семмі Корір Філіп Ругут                            |
| 2000      | Кенія Пол Тергат Джозеф Кімані Девід Руто Джон Гвако                               | Ефіопія Тесфає Джифар Ібрагім Сейд Гемечу Кебеде Мохаммед Ібрагім                           | Бельгія Кун Алларт Гі Фе Крістіан Немет Ронні Лігнел Фредерік Коліньйон             |
| 2001      | Ефіопія Хайле Гебрселассіє Тесфає Джифар Тесфає Тола Дередже Кебеде                | Кенія Еванс Лімо Пітер Чебет Крістофер Чебойбоч Джон Гвако Арон Торойтіч                    | Танзанія Джон Мсурі Фаустін Сулле Бенедікт Ако Зебедайо Байо                        |
| 2002      | Кенія Пол Малаквен Чарльз Каматі Пол Кіруї Августін Тогом                          | Японія Сато Ацусі Като Тосіхіде Умекі Курао Нісікава Тецуо Ногуті Хідеморі                  | Ефіопія Тесфає Джифар Амбессе Толоса Ворку Бікіла Гетачев Кебеде                    |
| 2003      | Танзанія Фабіано Джозеф Мартін Сулле Джон Мсурі                                    | Кенія Мартін Лель Джон Корір Юсуф Сонгока Джексон Коеч Пол Кіруї                            | Ефіопія Тесфає Тола Дередже Адере Месфін Хайлу Таріку Джуфар Соломон Циге           |
| 2004      | Кенія Пол Кіруї Джон Корір Вілсон Кебеней                                          | Ефіопія Соломон Циге Алене Емере Берхану Аддане Абебе Дінкеса                               | Уганда Вілсон Бусіней Мартін Торойтіч Джозеф Нсубуга Еліфас Майо Джеймс Кібет       |
| 2005      | Ефіопія Сілеші Сігіне Абебе Дінкеса Лішан Єгезу Соломон Циге                       | Еритрея Йонас Кіфле Яред Асмером Тесфайоганнес Месфім Самсон Кіфлемаріам                    | Японія Іетані Кадзуо Мацумія Такаюкі Оцубо Таканобу Ямамото Йосіхіро Іваса Тосіхіро |
| 2006      | Кенія Роберт Кіпчумба Вілсон Кіпротіч Вілфред Тарагон Фред Могака Патрік Макау     | Еритрея Зерсенай Тадесе Йонас Кіфле Тесфайоганнес Месфен Кагсай Кідане                      | Ефіопія Деріба Мергіа Тадессе Тола Демісе Цега Соломон Циге                         |
| 2007      | Кенія Патрік Макау Еванс Черуйот Роберт Кіпчумба Френсіс Ларабаль Семюел Ванджиру  | Еритрея Зерсенай Тадесе Йонас Кіфле Майкл Тесфай Самсон Кіфлемаріам Теволдебрхан Менгістеаб | Ефіопія Деріба Мерга Ассефа Раджі Таріку Джифар Кідане Гемечу Ешету Гежаньє         |
| 2008      | Кенія Патрік Макау Стівен Кібівот Джозеф Марегу Ламек Мосоті                       | Еритрея Зерсенай Тадесе Майкл Тесфай Могос Ахфером Ємане Теаме                              | Катар Ахмад Абдулла Есса Рашид Алі Саадун Султан Заман Фелікс Кіборе                |
| 2009      | Кенія Бернард Кіп'єго Вілсон Кіпротіч Вілсон Чебет                                 | Еритрея Зерсенай Тадесе Самуель Цегай Адханом Абраха                                        | Ефіопія Тілагун Регасса Дередже Тесфає Абебе Негево                                 |
| 2010      | Кенія Вілсон Кіпроп Семмі Кітвара Сілас Кіпруто                                    | Еритрея Зерсенай Тадесе Самуель Цегай Тевелде Естіфанос                                     | Ефіопія Леліса Десіса Бірхану Бекеле Асефа Менгсту                                  |
| 2012      | Кенія Джон Мвангангі Піус Кіроп Стівен Кібет                                       | Еритрея Зерсенай Тадесе Тевелде Естіфанос Кіфлом Сіум                                       | Ефіопія Дересса Чімса Белай Ассефа Габтаму Ассефа                                   |
| 2014      | Еритрея Самуель Цегай Зерсенай Тадесе Ньюсе Амлосом                                | Кенія Джеффрі Камворор Вілсон Кіпроп Кеннет Кіпкемої                                        | Ефіопія Гує Адола Адунья Текеле Бонса Діда                                          |
| 2016      | Кенія Джеффрі Камворор Бедан Карокі Саймон Чепрот                                  | Ефіопія Абайнех Аєле Тамірат Тола Муле Васіхун                                              | Еритрея Абрар Осман Ньюсе Амлосом Гіскел Тевелде                                    |
| 2018      | Ефіопія Джемал Їмер Гетанех Молла Бетесфа Гетахун                                  | Кенія Джеффрі Камворор Леонард Барсотон Барселіус Кип'єго                                   | Бахрейн Абрахам Черобен Авеке Аялев Альберт Роп                                     |
| 2020      | Кенія Кібівотт Канді Леонард Барсотон Бенард Кімелі                                | Ефіопія Амедеворк Валелень Андамлак Беліху Леуль Гебресіласе                                | Уганда Джейкоб Кіплімо Джошуа Чептегеї Віктор Кіплангат                             |
| 2023      | Кенія Сабастьян Кімару Саве Денієл Сіміу Ебеньйо Самвел Ньямаї Майлу Бенард Кібет  | Ефіопія Джемаль Їмер Меконнен Нібрет Мелак Цегай Кідану                                     | ПАР Табанг Мосіако Стівен Мокока Елрой Джелант Прешес Лесіба Маселе                 |

#### Жінки
| Чемпіонат | Золото                                                                                   | Срібло                                                                                    | Бронза                                                                                  |
| --------- | ---------------------------------------------------------------------------------------- | ----------------------------------------------------------------------------------------- | --------------------------------------------------------------------------------------- |
| 1992      | Японія Фудзівара Мегумі Асахіна Мійоко Асай Еріко Такемото Акарі                         | Велика Британія Ліз Макколган Андреа Воллес Сьюзан Рігг Маріан Саттон Саллі Істолл        | Румунія Ануца Кетуне Юлія Негуре Ауріка Буя Адріана Барбу                               |
| 1993      | Румунія Олена Мургочі Ануца Кетуне Юлія Негуре Адріана Барбу                             | Японія Танігава Марі Асахіна Мійоко Такемото Акарі Абе Томое                              | Португалія Консейсан Феррейра Альбертіна Мачаду Роза Олівейра Фатіма Невеш              |
| 1994      | Румунія Юлія Негуре Ануца Кетуне Олена Фідатоф Адріана Барбу                             | Норвегія Гільде Ставік Брюнгільд Сюнстнес Грете Кіркеберг Майке Серум Аніта Хокенстад     | Японія Танігава Марі Ватанабе Мінеко Комацу Юкарі Ямагучі Ері Акао Юмі                  |
| 1995      | Румунія Крістьяна Помаку Ануца Кетуне Олена Фідатоф Ауріка Буя                           | Росія Валентина Єгорова Алла Жиляєва Фірія Султанова Раміля Бурангулова Ольга Мічуріна    | Іспанія Ана Ізабель Алонсо Росіо Ріос Кармен Фуентес                                    |
| 1996      | Румунія Лідія Шимон Ауріка Буя Нуце Олару Крістьяна Помаку                               | Франція Крістін Малло Зая Дамані Мюріель Лінсола Бенедікт Молле                           | Італія Лючілла Андреуччі Анналіза Скурті Соня Мачйоні Патріція Рітондо                  |
| 1997      | Румунія Крістьяна Помаку Лідія Шимон Нуце Олару Ауріка Буя Аліна Герасім                 | Кенія Тегла Лорупе Джойс Чепчумба Деліла Асьяго Люсія Субано Геллен Кіпкоскей             | Японія Сотані Марі Гедзі Норіко Катаяма Хіромі Іто Макіко                               |
| 1998      | Кенія Тегла Лорупе Джойс Чепчумба Леа Малот Лорна Кіплагат Джаклін Торорі                | Румунія Лідія Шимон Крістьяна Помаку Константіна Томеску Ауріка Буя                       | Іспанія Хулія Вакеро Марія Ларрага Росіо Ріос                                           |
| 1999      | Кенія Тегла Лорупе Кетрін Ндереба Джойс Чепчумба Маргарет Окайо Джейн Оморо              | Японія Ногуті Мідзукі Тоса Рейко Катаяма Хіромі Мацуо Сатомі Сасакі Ріцуко                | Росія Валентина Єгорова Людмила Бікташева Аліна Іванова Людмила Петрова Любов Моргунова |
| 2000      | Румунія Лідія Шимон Міхаела Прундус Крістьяна Помаку Аліна Текуце Нуце Олару             | Японія Ногуті Мідзукі Окамото Юкіко Хасімото Ясуко Фумі Мурата                            | Росія Лідія Григор'єва Галина Александрова Зінаїда Семенова Сільвія Скворцова           |
| 2001      | Кенія Сюзан Чепкемеї Ізабелла Очічі Каролін Квамбай Джойс Чепчумба Магдалін Чемджор      | Японія Ногуті Мідзукі Івамото Ясуйо Которіда Такако Ватанабе Хіромі                       | Ефіопія Берхане Адере Месерет Коту Тейба Еркессо                                        |
| 2002      | Кенія Сюзан Чепкемеї Памела Чепчумба Лена Черуйот Інес Ченонге Тегла Лорупе              | Росія Світлана Захарова Людмила Петрова Ірина Сафарова Сільвія Скворцова Вікторія Кліміна | Ефіопія Берхане Адере Аша Гігі Лейла Аман Шитає Гемечу Воркенеш Тола                    |
| 2003      | Росія Лідія Григор'єва Алла Жиляєва Людмила Бікташева Аліна Іванова Галина Богомолова    | Японія Таканака Мікіе Которіда Такако Хагівара Ріса Хара Юміко                            | Румунія Константіна Томеску Лумініта Талпос Нуце Олару Юлія Олтяну Міхаела Прундус      |
| 2004      | Ефіопія Еєрусалем Кума Безунеш Бекеле Тейба Еркессо Зекірос Аданеч                       | Румунія Константіна Томеску Міхаела Прундус Лумініта Талпос Ауріка Буя                    | Росія Ірина Тімофеєва Аліна Іванова Олена Бурикіна Ірина Сафарова                       |
| 2005      | Румунія Константіна Томеску Міхаела Прундус Нуце Олару Адріана Нельсон Лумініта Талпос   | Росія Галина Богомолова Лідія Григор'єва Ірина Тімофеєва Аліна Іванова Алла Жиляєва       | Японія Асосіна Терумі Омінамі Хіромі Ягі Йоко Тайра Акане                               |
| 2006      | Кенія Ріта Джепту Едіт Масай Юніс Джепкорір                                              | Ефіопія Діре Туне Тейба Еркессо Ашу Касім Мулу Себока                                     | Японія Фукусі Кайоко Накамура Юріка Кідзакі Рьоко Саката Масамі                         |
| 2007      | Кенія Мері Джепкосгей Кейтані Памела Чепчумба Еверлайн Кімвей Еліс Тімбіліл              | Ефіопія Безунеш Бекеле Ацеде Габтаму Ацеде Байса Генет Гетанех                            | Японія Осакі Тісато Тайра Акане Одзакі Йосімі Матіда Юко Накамура Юріка                 |
| 2008      | Ефіопія Асселефеч Мергія Генет Гетанех Абебу Гелан Ацеде Хабтаму Месерет Менгісту        | Кенія Памела Чепчумба Пеніна Арусей Джулія Момбі Паулін Нгігі                             | Японія Акаба Юкіко Огіра Мікі Матіда Юко Ямасіта Ікуйо                                  |
| 2009      | Кенія Мері Джепкосгей Кейтані Файлс Онгорі Каролін Кілел                                 | Ефіопія Аберу Кебеде Меставет Туфа Тірфі Цегає                                            | Японія Накамура Юріка Кідзакі Рьоко Накадзато Ремі                                      |
| 2010      | Кенія Флоренс Кіплагат Пеніна Арусей Джойс Чепкіруї                                      | Ефіопія Діре Туне Фейсе Тадесе Месерет Менгісту                                           | Японія Одзакі Йосімі Кідзакі Рьоко Нодзірі Адзуса                                       |
| 2012      | Ефіопія Месерет Хайлу Фейсе Тадесе Емебет Етая                                           | Кенія Пасалія Кіпкоеч Лідія Черомей Паулін Нджері                                         | Японія Танака Томомі Іто Май Като Асамі                                                 |
| 2014      | Кенія Гледіс Чероно Мерсі Вакера Селлі Чеп'єго                                           | Ефіопія Нецанет Гудета Цегай Десалегн Генет Ялев                                          | Японія Номура Сайо Такенака Ріса Іваде Рея                                              |
| 2016      | Кенія Перес Джепчірчір Сінтія Лімо Мері Вакера                                           | Ефіопія Нецанет Гудета Генет Ялев Дегінгет Демсев                                         | Японія Андо Юка Сімідзу Міхо Мацуда Мідзукі                                             |
| 2018      | Ефіопія Нецанет Гудета Зейнеба Їмер Месерет Белете                                       | Кенія Джойсілін Джепкосгей Паулін Камулу Рут Чепнгетіч                                    | Бахрейн Юніс Чумба Десі Моконін Даліла Госа                                             |
| 2020      | Ефіопія Ялемзерф Єгуалев Зейнеба Їмер Абабель Єшанех                                     | Кенія Перес Джепчірчір Джойсілін Джепкосгей Брілліан Кіпкоеч                              | Німеччина Мелат Кеджета Лаура Готтенрот Рабея Шенеборн                                  |
| 2023      | Кенія Перес Джепчірчір Маргарет Кіпкембої Кетрін Релін Амананголе Іріне Джепчумба Кімаїс | Ефіопія Цігіє Гебреселама Фтау Зерай Ялемгет Ярегаль                                      | Велика Британія Каллі Такері Саманта Гаррісон Клара Еванс Еббі Доннеллі                 |